# 1ª Divisão 1975 (hockey su pista)
La 1ª Divisão 1975 è stata la 35ª edizione del torneo di primo livello del campionato portoghese di hockey su pista; disputato tra il 1º aprile e il 27 luglio 1975 si è concluso con la vittoria dello Sporting CP, al suo secondo titolo.

## Stagione

### Formula
La 1ª Divisão 1975 vide ai nastri di partenza venti club divisi in due gironi; ogni girone fu organizzato con un girone all'italiana, con gare di andata e ritorno. Erano assegnati tre punti per l'incontro vinto, due punti a testa per l'incontro pareggiato ed era attribuito uno solo per la sconfitta. Al termine della prima fase le prime quattro squadre di ogni gruppo si qualificarono alla fase finale; la vincitrice venne proclamata campione del Portogallo.

## Prima fase

### Regional do Norte
|  | Pos. | Squadra           | Pt | G  | V  | N | P  | GF  | GS  | DR  |
|  | ---- | ----------------- | -- | -- | -- | - | -- | --- | --- | --- |
|  | 1.   | Infante de Sagres | 49 | 18 | 15 | 1 | 2  | 103 | 42  | +61 |
|  | 2.   | Porto             | 47 | 18 | 14 | 1 | 3  | 121 | 58  | +63 |
|  | 3.   | Valongo           | 44 | 18 | 12 | 2 | 4  | 66  | 41  | +25 |
|  | 4.   | Espinho           | 38 | 18 | 8  | 4 | 6  | 83  | 74  | +9  |
|  | 5.   | Carvalhos         | 38 | 18 | 9  | 2 | 7  | 73  | 62  | +11 |
|  | 6.   | Sanjoanense       | 32 | 18 | 5  | 4 | 9  | 45  | 71  | -26 |
|  | 7.   | Fanzeres          | 32 | 18 | 6  | 2 | 10 | 65  | 88  | 23  |
|  | 8.   | Académica         | 31 | 18 | 6  | 1 | 11 | 45  | 74  | -29 |
|  | 9.   | Riba De Ave       | 25 | 18 | 2  | 3 | 13 | 56  | 90  | 34  |
|  | 10.  | Beira Mar         | 24 | 18 | 2  | 2 | 14 | 55  | 112 | 57  |

Legenda:
  Qualificata alla fase finale.
      Retrocesse in 2ª Divisão 1976.
Note:
Tre punti a vittoria, due a pareggio, uno a sconfitta.

### Regional do Sul
|  | Pos. | Squadra             | Pt | G  | V  | N | P  | GF | GS  | DR  |
|  | ---- | ------------------- | -- | -- | -- | - | -- | -- | --- | --- |
|  | 1.   | Juventude Salesiana | 46 | 18 | 13 | 2 | 3  | 77 | 53  | +24 |
|  | 2.   | Sporting CP         | 45 | 18 | 13 | 1 | 4  | 99 | 62  | +37 |
|  | 3.   | Oeiras              | 45 | 18 | 13 | 1 | 4  | 90 | 47  | +43 |
|  | 4.   | Cascais             | 39 | 18 | 10 | 1 | 7  | 85 | 69  | +16 |
|  | 5.   | Paço de Arcos       | 35 | 18 | 7  | 3 | 8  | 68 | 68  | 0   |
|  | 6.   | Parede              | 35 | 18 | 8  | 1 | 9  | 65 | 78  | 13  |
|  | 7.   | Benfica             | 34 | 18 | 7  | 2 | 9  | 95 | 83  | +12 |
|  | 8.   | CUF Barreiro        | 30 | 18 | 6  | 0 | 12 | 52 | 85  | -33 |
|  | 9.   | Sintra              | 25 | 18 | 3  | 2 | 13 | 57 | 87  | -30 |
|  | 10.  | Campo de Ourique    | 25 | 18 | 3  | 1 | 14 | 59 | 115 | -56 |

Legenda:
  Qualificata alla fase finale.
      Retrocesse in 2ª Divisão 1976.
Note:
Tre punti a vittoria, due a pareggio, uno a sconfitta.

## Fase finale
|  | Pos. | Squadra             | Pt | G  | V | N | P  | GF | GS | DR  |
|  | ---- | ------------------- | -- | -- | - | - | -- | -- | -- | --- |
|  | 1.   | Sporting CP         | 36 | 16 | 9 | 4 | 1  | 78 | 39 | +39 |
|  | 2.   | Porto               | 34 | 16 | 9 | 2 | 3  | 79 | 59 | +20 |
|  | 3.   | Juventude Salesiana | 29 | 16 | 7 | 1 | 6  | 42 | 41 | +1  |
|  | 4.   | Valongo             | 29 | 16 | 6 | 3 | 5  | 49 | 50 | -1  |
|  | 5.   | Infante de Sagres   | 26 | 16 | 4 | 5 | 5  | 30 | 37 | -7  |
|  | 6.   | Oeiras              | 26 | 16 | 4 | 4 | 6  | 41 | 56 | -15 |
|  | 7.   | Cascais             | 25 | 16 | 4 | 3 | 7  | 47 | 55 | -8  |
|  | 8.   | Espinho             | 18 | 16 | 2 | 0 | 12 | 40 | 69 | -29 |

Legenda:
      Campione del Portogallo e ammessa alla Coppa dei Campioni 1975-1976.
      Eventuali altre squadre ammesse alla Coppa dei Campioni 1975-1976.
Note:
Tre punti a vittoria, due a pareggio, uno a sconfitta.